# 前涼

前涼
涼

前涼と周辺国。

前涼（ぜんりょう、拼音：Qiánliáng、301年 - 376年）は、中国の五胡十六国時代に漢族の張軌によって建てられた国。

## 歴史

### 建国期
涼州は前漢時代に武威郡が設置され、後漢時代には馬騰・馬超父子が現れて中央政権から非常に自立性が強い地域であった。またこの州は交通・交易上の要衝で、さらに牧地・農耕地として肥沃な地域であった。
前涼の始祖の張軌は、前漢の高祖劉邦の縁戚である趙王張耳の末裔と伝わり（『晋書』張軌伝）、張一族は歴代にわたり高級官僚を輩出し、張軌自身も西晋に仕えて尚書郎・散騎常侍・太子舎人などを務めた。その西晋が八王の乱を起こし、特にその乱が激しさを増すと中央にいることの危険を悟り、301年1月に護羌校尉・涼州刺史となって涼州に赴任し、姑臧に駐屯した。当時の涼州は鮮卑の反乱や盗賊が横行し、さらに秦州（現在の甘粛省東部）などから八王の乱のために大量の流民が避難してくるなど、良好な条件を備えているとは言い難かったが、張軌はそれなりの兵力を率いて赴任しており、涼州の反乱を平定して社会の安定に努め、305年には鮮卑の若羅抜能を討伐した。こうして張軌は涼州支配を確立させた。ただし張軌は王を名乗らず、あくまで西晋の臣下としての立場を貫いた。

### 全盛期
314年5月に張軌が死ぬと子の張寔が跡を継いで、西晋から涼州刺史・護羌校尉に任命された。張寔もまた晋の臣下としての立場を貫き、316年4月の永嘉の乱に際しては長安が前趙に攻撃されると援軍を送った。この時に晋室より西平公に叙されている。西晋が前趙により滅亡し、司馬睿が東晋を復辟させると張寔は司馬睿に帝位に即位するように勧める使者を江南に派遣し、東晋に臣従した。しかしその一方では東晋の新元号・大興を使わず、西晋の元号・建興を使い続けた。
その後、河東で前趙が勢力を拡大するとこれと対立するようになる。320年6月には劉弘が宗教反乱を起こし前涼国内は騒然となるが、張寔はこの反乱を鎮圧して劉弘を殺したが、自らも劉弘の信者で部下の閻渉により暗殺された。その跡は弟の張茂が継ぎ、東晋も承認した。この頃になると前趙は長安に遷都しており、前趙皇帝劉曜は関中を平定して、東の後趙と争おうとしていた。前涼は前趙と当然ながら衝突する事になり、322年2月に劉曜が天水市を拠点とする陳安と争う間隙を衝いて、隴西（現在の甘粛省隴西県）に進出して、さらに南安（現在の甘粛省隴西県南東）も支配下に置いた。劉曜は陳安を滅ぼすと、323年7月に28万の大軍をもって前涼へ侵攻し、張茂は攻撃を避けるために降伏し、前趙に臣従した。張茂は前趙より涼王・涼州牧に封じられた。
張茂は324年5月に病死し、その跡を甥の張駿（張寔の子）が継いだ。張駿は東晋から涼州牧・西平公に封じられ、前趙からは涼州牧・涼王に封じられるなど、東晋と前趙の両属関係にあった。326年から327年にかけては前趙と衝突し、329年に後趙が前趙を滅ぼす間隙を突いて前趙領を切り取ったが、このため隴西を境にして後趙と接するようになったので、330年に後趙に服属した。一方で張駿は南の成漢との交流を盛んにし、成漢にも服属している。後趙は張駿に官職を授けようとしたが、これを拒否した。更に亀茲・鄯善と言った西域諸国を下して支配下に置き、前涼の最盛期を作った。346年5月に張駿は死去した。

### 内訌・衰退期
張駿の死後、次男の張重華が跡を継いだ。代替わりに際して東晋は慣例通りに張重華を涼州牧に任命しているが、後趙は何の処遇もしておらず、逆に同年の代替わりを聞くや後趙の石虎は前涼併合を目論み、麻秋を総大将とした軍を侵攻させた。347年に後趙軍は大夏（現在の甘粛省広河県）や金城を奪い、黄河を越えて姑臧に迫ったが、前涼軍は撃退した。翌年に再び12万の軍で攻めてきた麻秋を謝艾に命じて打ち破った。この勝利に慢心した張重華は政治に興味を失い、讒言を信用して謝艾を地方へと左遷した。また後趙滅亡後に勢力を拡大してきた前秦の苻健を討とうとしたが大敗した。
353年11月に張重華が死去し、子で10歳の張耀霊が跡を継いだ。幼い張耀霊の後見として伯父の張祚が政治を見るようになるが、12月には張耀霊を殺して涼公を称し、更に354年1月に皇帝を僭称した。張祚は謝艾が張祚を警戒するようにと以前上奏していたことを危険視してこれを殺害し、また自分に諫言する者を殺し、農民には酷薄で恨みを買った。張祚は一族の河州刺史の張瓘によって家族まとめて殺害され、張瓘により張耀霊の異母弟である張玄靚（張重華の庶子）が擁立される。張瓘は王号・帝号を廃して西平公に戻し、年号も西晋の建興に戻して東晋に再度服属した。しかし張瓘は専権を振るい、更には反乱鎮圧の功績を盾に簒奪を企てるが、359年5月に輔国将軍宋混・宋澄兄弟によって殺され、宋兄弟も361年9月に張天錫に滅ぼされた。そして363年7月に叔父の張天錫（張駿の末子）により張玄靚は殺害され、張天錫が即位する。

### 滅亡期
前涼皇室で内紛が続いた結果、その支配力は動揺し、隴西や西平（現在の甘粛省西寧市）では相次いで反乱が起こった。この反乱は張瓘により平定されたが、このような混乱を見た前秦の苻生は前涼に圧力を加え、356年2月に服属した。
その後も前秦の苻堅による統一事業で前涼は黄河以東の領土を失い弱体化し、張天錫は東晋と連携する事で前秦に挑むも一蹴され、376年5月に前秦の姚萇の軍に攻められ、8月に張天錫は降伏し、前涼は滅んだ。これにより前秦の華北統一が完成した。張天錫は前秦により北部尚書から右僕射に任ぜられるが、淝水の戦いの中で東晋へと逃れ、406年にそこで没した。張天錫の世子の張大豫は前秦が滅亡した後の386年に前涼再興を図ったが、後涼に滅ぼされた。

## 国家体制
前涼は五胡十六国時代では75年間という長期にわたって政権を保ったが、これは国力が強かったからというわけではなく、国家体制そのものに理由があったとされる（人口は370年代で100万超とされる）。例えば前涼の建国年に関しても301年の他に318年、345年、354年の諸説がある。これは皇室の張氏が明確に独立を標榜する事がほとんど無く、西晋・東晋の臣下として半独立あるいは属国のような立場にあったためである（建国年に関しては張軌の涼州刺史に就任した301年が有力である）。前涼君主は国内では王と認識され、実際に張駿の時代に王国の制度も整備されて形式的には他国に服属しながらも実質的には独立しているという微妙な国家体制が築かれた。
張祚の時代の354年に皇帝を僭称して和平という独自の元号を建元して百官を設置して完全に自立したが、これはわずか1年で張祚が殺害されると全て元に戻された。これは僭称してから前涼で災異が頻発し、国内で西晋を奉じる者（建興43年派）、東晋を奉じる者（中興派）、独立を志向する者（革命派）などが入り乱れて国論が統一できなかったためであった。361年に東晋の桓温の北伐でその勢威が華北に伸びると、前涼ではようやく建興49年を改めて東晋の升平を用いている<中華の崩壊>。371年に東晋が咸安に改元した際、前涼はそれに従って改元し、376年の滅亡まで使い続けている。
このように元首の称号・元号を見てもわかるように、前涼は354年から355年の1年間を除いては完全独立国とはとてもいえない状況にあった。これは張氏の権力基盤である涼州の漢人豪族である馬・田・令狐・宋・陰・索氏などへの配慮と前涼の周辺に前趙や後趙といった胡族政権が存在したため西晋・東晋との関係を維持せざるを得なかったという一面がある。ただし張氏自体は自立していたつもりもあり、それを弱い形でも標榜する必要があったため、西晋の元号を49年間も使い続けたり、東晋の改元になかなか従わずに使い続けたというのがそれを示しているといえる。

## 歴代の前涼の王
| 代 | 姓・諱 | 廟号・諡号 | 在位        | 続柄         | 備考                                                           |
| -- | ------ | ---------- | ----------- | ------------ | -------------------------------------------------------------- |
| 1  | 張軌   | 太祖武穆公 | 301 – 314年 |              | 西晋の「西平公」                                               |
| 2  | 張寔   | 高祖昭公   | 314 – 320年 | 張軌の長男   | 西晋の「西平公」                                               |
| 3  | 張茂   | 太宗成王   | 320 – 324年 | 張軌の次男   | 西晋の「西平公」→ 323年前趙に降り前趙の「涼王」                |
| 4  | 張駿   | 世祖文王   | 324 – 346年 | 張寔の子     | 前趙の「涼王」→ 345年東晋に通じ東晋の「西平公」｢仮涼王」を自称 |
| 5  | 張重華 | 世宗桓王   | 346 – 353年 | 張駿の次男   | 東晋の「西平公」｢仮涼王」を自称 → 東晋の「涼王」を自称         |
| 6  | 張耀霊 | 哀公       | 353年       | 張重華の子   | 東晋の「涼王」を自称                                           |
| 7  | 張祚   | 威王       | 353 – 355年 | 張駿の長男   | 東晋の「涼王」を自称 → 353年「皇帝」を僭称                     |
| 8  | 張玄靚 | 沖公       | 355 – 363年 | 張重華の庶子 | 東晋の「西平公」                                               |
| 9  | 張天錫 | 悼公       | 363 – 376年 | 張駿の末子   | 東晋の「西平公」                                               |

## 元号
1. 建興（317年-361年）：西晋の愍帝の年号を継続して使用。
2. 和平（354年-355年）
3. 升平（361年-371年）：東晋の穆帝の年号を継続して使用。
4. 咸安（371年-376年）：東晋の簡文帝の年号を滅亡まで使用[11][9]。

### 引用元
1. 1 2  三崎『五胡十六国、中国史上の民族大移動』、P78
2. 1 2  川本『中国の歴史、中華の崩壊と拡大、魏晋南北朝』、P76
3. 1 2 3 4 5 6 7  三崎『五胡十六国、中国史上の民族大移動』、P79
4. 1 2 3 4 5 6 7 8 9 10  三崎『五胡十六国、中国史上の民族大移動』、P80
5. 1 2 3 4 5 6 7 8 9 10  三崎『五胡十六国、中国史上の民族大移動』、P81
6. 1 2 3 4 5 6 7 8  三崎『五胡十六国、中国史上の民族大移動』、P82
7. 1 2 3 4 5 6  三崎『五胡十六国、中国史上の民族大移動』、P83
8. 1 2  川本『中国の歴史、中華の崩壊と拡大、魏晋南北朝』、P88
9. 1 2 3  三崎『五胡十六国、中国史上の民族大移動』、P84
10. 1 2  川本『中国の歴史、中華の崩壊と拡大、魏晋南北朝』、P80
11. 1 2  川本『中国の歴史、中華の崩壊と拡大、魏晋南北朝』、P81
12. 1 2 3  三崎『五胡十六国、中国史上の民族大移動』、P85